# Samară

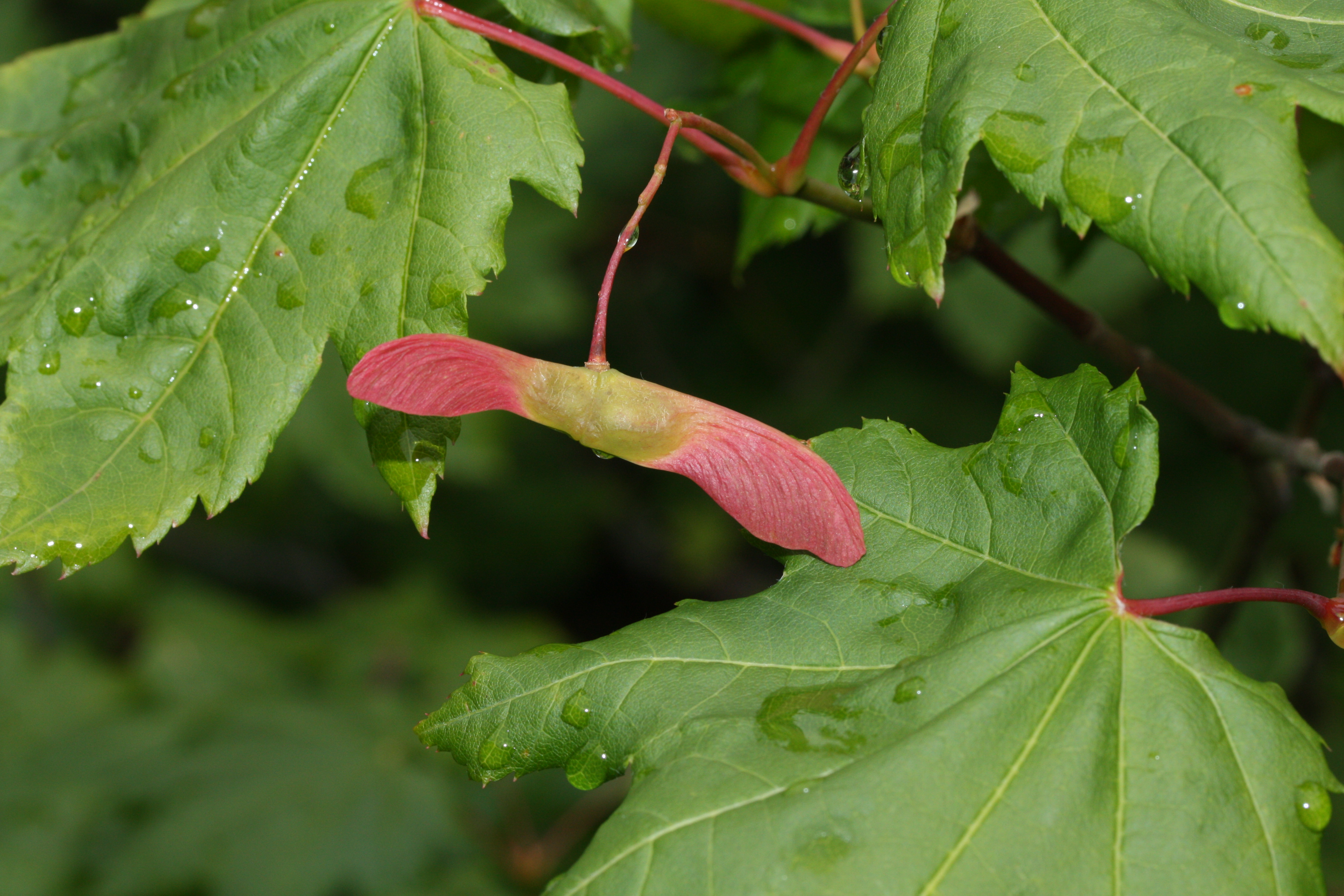
Arțar (Acer circinatum)

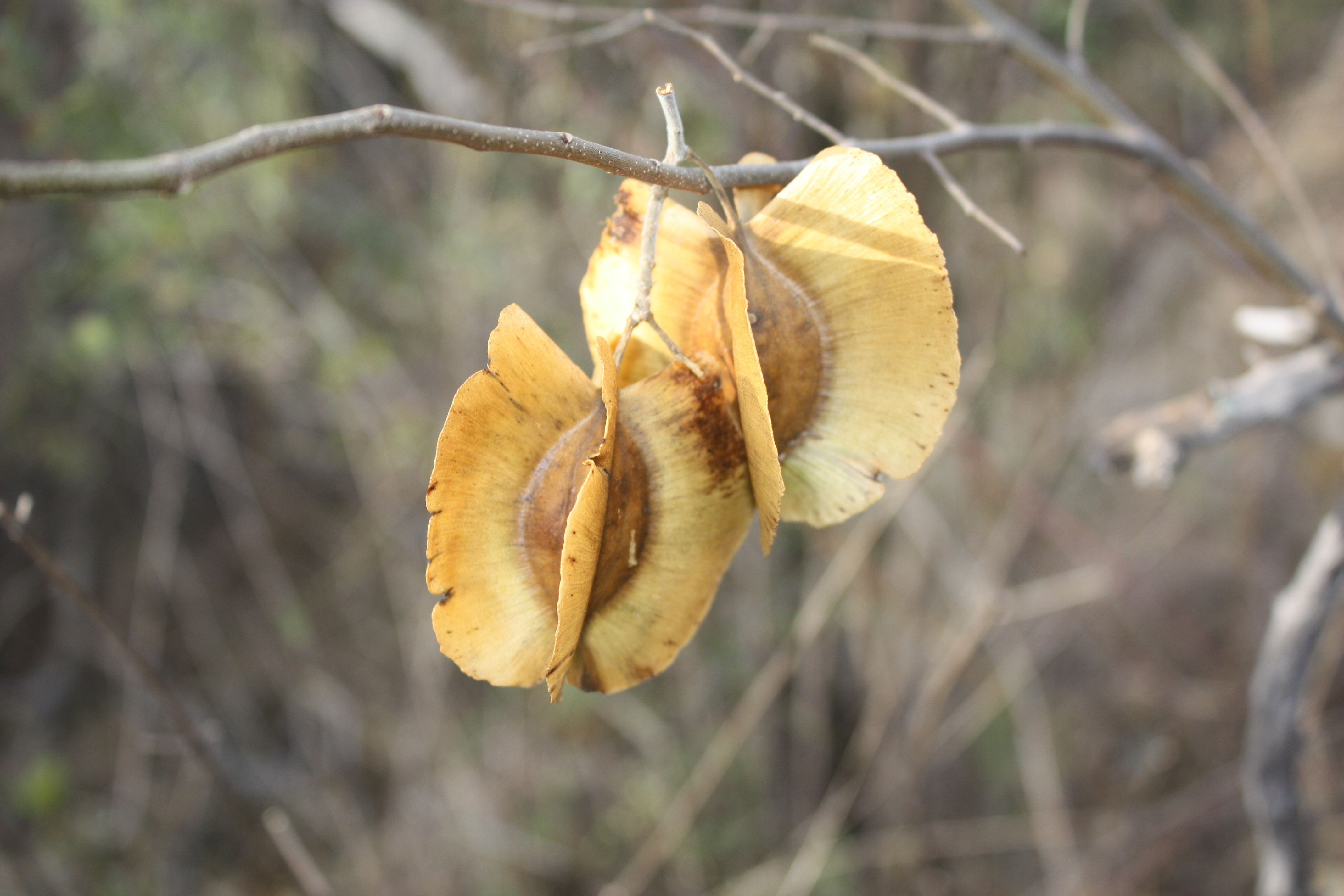
Samară din Combretum zeyheri

Samara este o achenă înaripată, un tip de fruct în care se dezvoltă din peretele ovarului o aripă aplatizată din țesut fibros și hârtios. Samara este un fruct uscat simplu și este indehiscent (nu se deschide de-a lungul unei cusături). Forma unei samare permite vântului să ducă sămânța mai departe de copac decât ar merge semințele obișnuite și este, prin urmare, o formă de anemocorie.
În unele cazuri, sămânța se află în centrul aripii, ca la ulmi (genul Ulmus), Ptelea trifoliata și Combretum. În alte cazuri, sămânța se află pe o parte, cu aripa extinzându-se pe cealaltă parte, făcând ca samara să se autoroteze pe măsură ce cade, ca la arțari (genul Acer) și frasini (genul Fraxinus).
Există, de asemenea, samare cu o singură aripă, cum ar fi mahonul (genul Swietenia), care au o formă care permite fluturarea.
Unele specii care produc în mod normal samare pereche, cum ar fi Acer pseudoplatanus, le pot produce și în grupuri de trei sau patru.

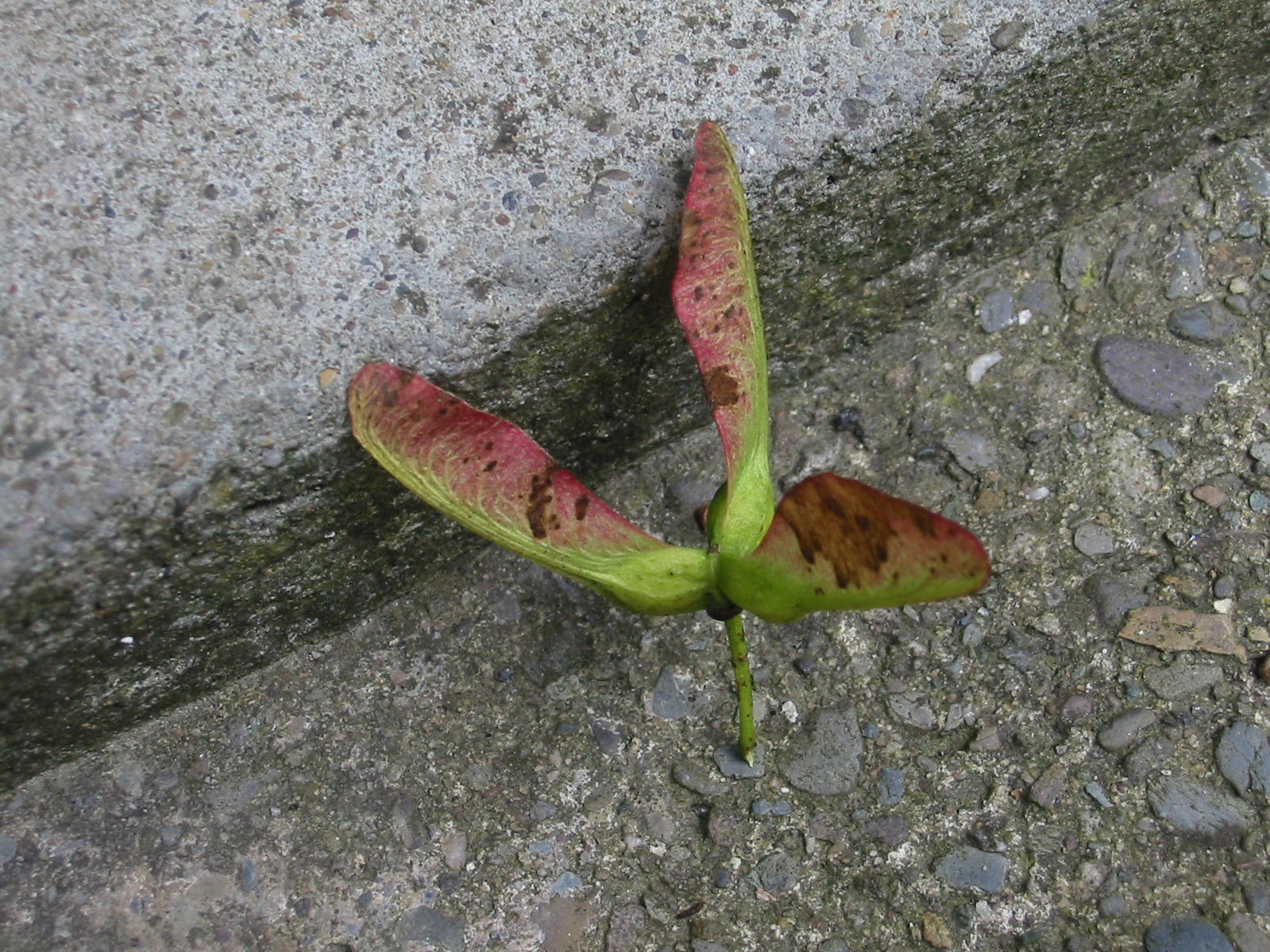
Un grup neobișnuită de trei samare de paltin de munte (Acer pseudoplatanus. (În mod obișnuit sunt în perechi)
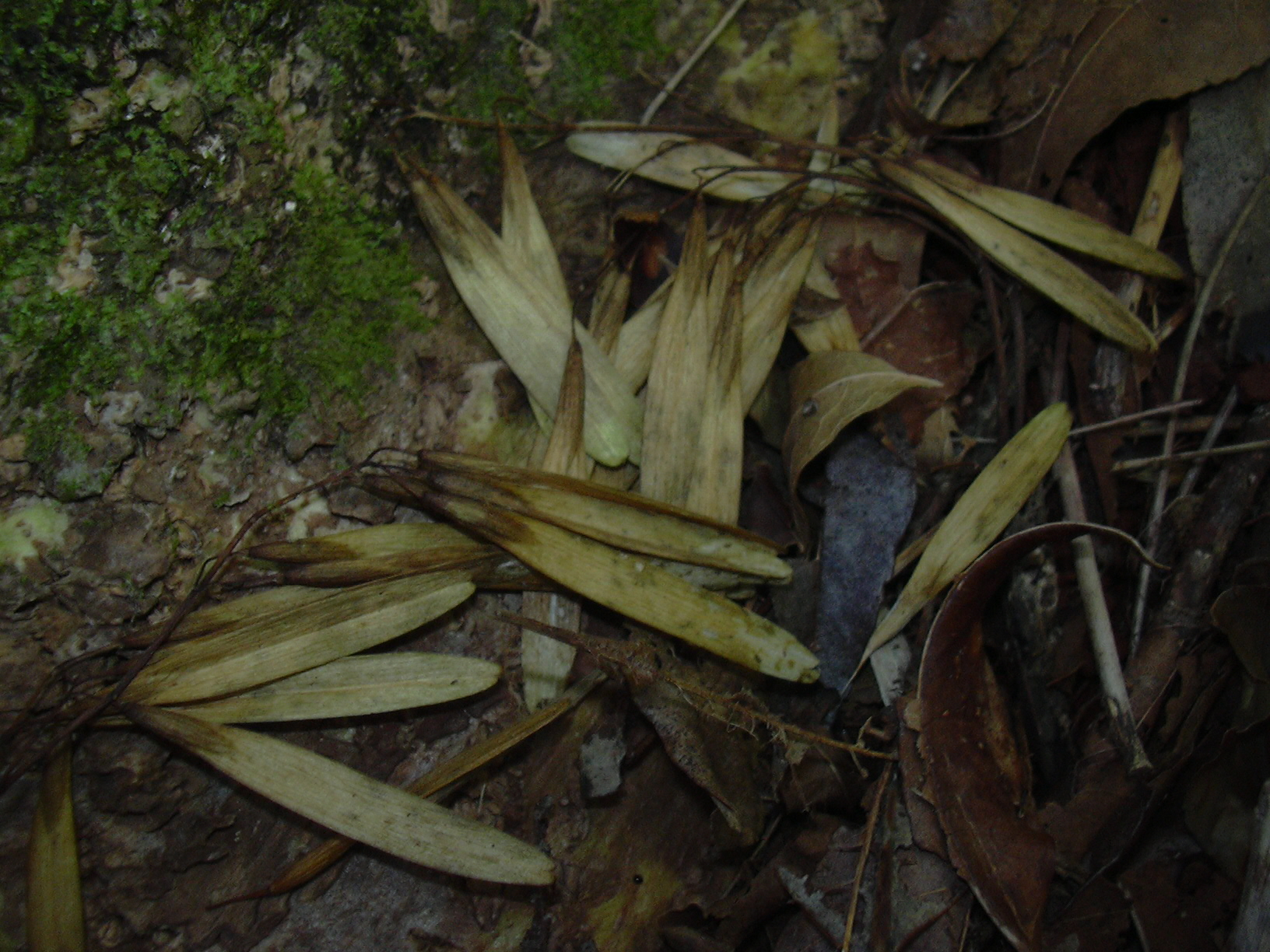
Semințe de Fraxinus uhdei⁠(d)
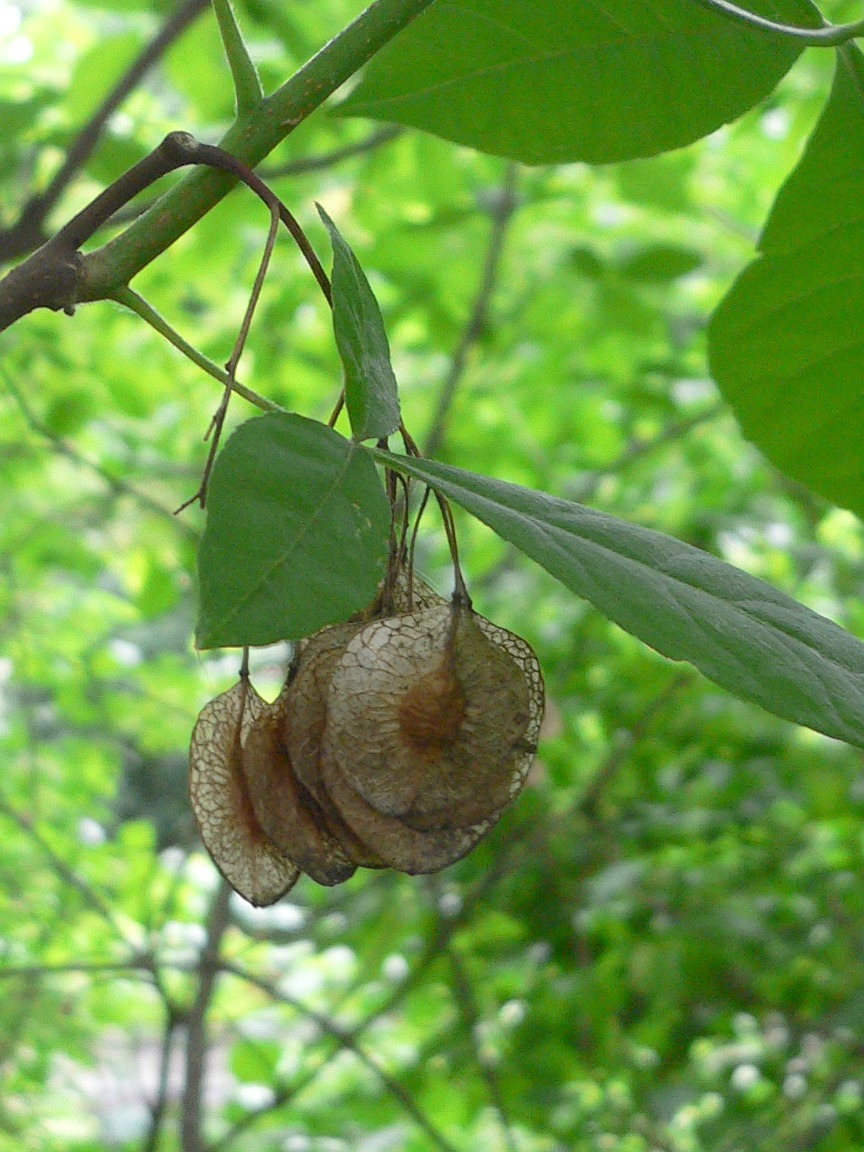
Ptelea trifoliata⁠(d)
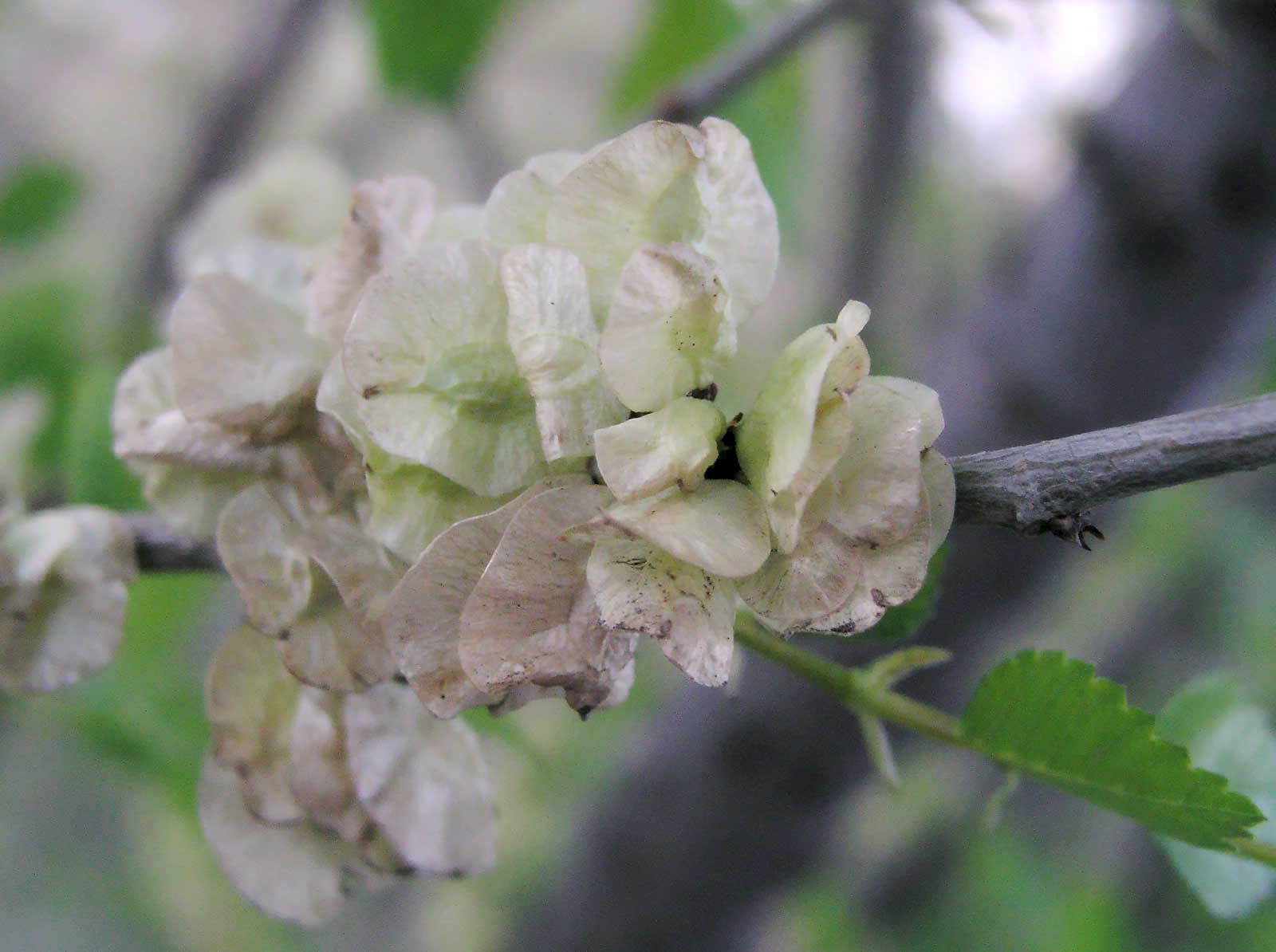
Ulm siberian (Ulmus pumila⁠(d))

## În cultura populară
În lunile de toamnă, samarele sunt o sursă populară de distracție pentru copii (și adulți) cărora le place să le arunce în aer și să le privească învârtindu-se înapoi spre pământ.